# Utetheisa amabilis
Utetheisa amabilis là một loài bướm đêm thuộc phân họ Arctiinae, họ Erebidae.